# فيل برسي
فيل برسي (بالإنجليزية: Phil Pressey)‏ مواليد 17 فبراير 1991، هو لاعب كرة سلة أمريكي يلعب مع فريق بوسطن سيلتكس في الرابطة الوطنية لكرة السلة ويحمل الرقم 26. يبلغ طوله 5 قدم 11 بوصة (1.8 م).

## فرق لعب لها
- بوسطن سيلتكس

## روابط خارجية
- فيل برسي على موقع إن بي أي (الإنجليزية)
- فيل برسي على موقع سبورتس رفرنس (الإنجليزية)
- فيل برسي على موقع الدوري الإسباني لكرة السلة (الإسبانية)
- فيل برسي على موقع كرة السلة الأوروبية.كوم (الإنجليزية)
- فيل برسي على موقع إي إس بي إن.كوم (الإنجليزية)
- فيل برسي على موقع كلية كرة السلة في سبورتس رفرنس.كوم (الإنجليزية)
- فيل برسي على موقع ريلجم (الإنجليزية)
- فيل برسي على موقع بروبوليرز (الإنجليزية)
- فيل برسي على موقع سبورتس رفرنس (الإنجليزية)
- فيل برسي على موقع سبورتس رفرنس (الإنجليزية)